# 東海東京金融控股
東海東京金融控股（日语：東海東京フィナンシャル・ホールディングス株式会社、とうかいとうきょうフィナンシャルホールディングス、東證1部：8616）是日本的一家證券控股公司，目標和野村控股、大和證券集團本社、SMBC日興證券、瑞穗証券、三菱UFJ證券控股並列為日本六大證券，以｢Greatest6｣為宣傳口號。該公司成立於2000年10月，由東京證券和東海丸萬證券合併成立。

## 外部連結
- 東海東京フィナンシャル・ホールディングスホームページ （页面存档备份，存于）